# Алтухово (Нижньогородська область)
Алтухово (рос. Алтухово) — присілок в Вачському районі Нижньогородської області Російської Федерації.
Населення становить 10 осіб. Входить до складу муніципального утворення Казаковська сільрада.

## Історія
Від 2009 року входить до складу муніципального утворення Казаковська сільрада.

## Населення
| 1999 | 2002 | 2010 |
| ---- | ---- | ---- |
| 33   | ↘30  | ↘10  |